# Condado de Johnson (Georgia)
El condado de Johnson (en inglés: Johnson County), fundado en 1858, es uno de 159 condados del estado estadounidense de Georgia. En el año 2007, el condado tenía una población de 9533 habitantes y una densidad poblacional de 11 personas por km². La sede del condado es Wrightsville.

## Geografía
Según la Oficina del Censo, el condado tiene un área total de 794 km² (306,6 mi²), de la cual 788 km² (304,2 mi²) es tierra y 6 km² (2,3 mi²) (0.74%) es agua.

### Condados adyacentes
- Condado de Washington (norte)
- Condado de Jefferson (noreste)
- Condado de Emanuel (este)
- Condado de Treutlen (sur)
- Condado de Laurens (suroeste)
- condado de Wilkinson (oeste)

## Demografía
Según el censo de 2000, había 8560 personas, 3130 hogares y 2241 familias residiendo en la localidad. La densidad de población era de 11 hab./km². Había 3634 viviendas con una densidad media de 5 viviendas/km². El 62.44% de los habitantes eran blancos, el 36.96% afroamericanos, el 0.13% amerindios, el 0.12% asiáticos, el 0.01% isleños del Pacífico, el 0.07% de otras razas y el 0.27% pertenecía a dos o más razas. El 0.91% de la población eran hispanos o latinos de cualquier raza.

## Transporte

### Principales carreteras
- U.S. Route 80
- U.S. Route 221
- U.S. Route 319
- Ruta Estatal de Georgia 15
- Ruta Estatal de Georgia 57
- Ruta Estatal de Georgia 78

## Localidades
- Adrian
- Kite
- Wrightsville